# Accipiter
Accipiter is een geslacht van vogels uit de familie van de havikachtigen (Accipitridae). De wetenschappelijke naam van het geslacht is voor het eerst geldig gepubliceerd in 1760 door Brisson. Zowel de haviken als de sperwers behoren tot dit geslacht. Voor dit geslacht gebruiken de Engelsen soms de verzamelnaam 'true hawks' omdat 'hawk' ook kan verwijzen naar buizerds. In 2024 zijn verschillende soortgroepen uit Accipiter verwijderd als nieuwe genera: Astur, Tachyspiza en Aerospiza. De soorten uit het geslacht Lophospiza vormen zelfs een aparte onderfamilie, de Lophospizinae.

## Soorten
De volgende 9 soorten zijn bij het geslacht ingedeeld:
- Accipiter madagascariensis – Madagaskarsperwer
- Accipiter ovampensis – Ovambosperwer
- Accipiter nisus – Sperwer
- Accipiter rufiventris – Afrikaanse sperwer
- Accipiter poliogaster – Zuid-Amerikaanse havik
- Accipiter striatus – Amerikaanse sperwer
- Accipiter chionogaster – Witborstsperwer
- Accipiter ventralis – Andessperwer
- Accipiter erythronemius – Rooddijsperwer